# Edgars Mise
Edgars Olgertowitsch Mise (russisch Эдгарс Ольгертович Мисе; * 22. Dezember 1998 in Moskau, Russland) ist ein lettischer Biathlet. Er startet seit 2019 im Weltcup und nahm an bisher sechs Weltmeisterschaften teil.

## Sportliche Laufbahn
Edgars Mise trat erstmals im Januar 2018 bei einigen Rennen des IBU-Junior-Cup in Erscheinung und nahm im selben Jahr an Junioren-WM, -EM und -Sommerbiathlon-WM teil, wobei das beste Ergebnis ein elfter Rang im Verfolger der Sommermeisterschaften wurde. Zu Beginn des folgenden Winters gab er sein Debüt im IBU-Cup der Senioren, wo er über den Winter gesehen fast durchgängig startete. Im Dezember 2018 hätte er in Hochfilzen sein erstes Weltcuprennen bestreiten sollen, trat den Staffelbewerb aber nicht an. Im März 2019 nahm Mise an den Weltmeisterschaften in Östersund teil, kurz darauf lief er beim Saisonfinale in Oslo auch sein erstes Individualrennen im Weltcup. Auch 2019/20 pendelte der Lette zwischen den Wettkampfebenen, wobei er im Weltcup meistens nur die Herrenstaffeln komplettierte. Mit der Saison 2020/21 war Mise erstmals regulärer Teil der Nationalmannschaft und stellte gleich zu Beginn beim Sprintrennen von Kontiolahti mit dem 71. Rang ein Bestergebnis auf. Bei den Weltmeisterschaften 2021 startete der Lette in allen Disziplinen und wurde im Einzel mit nur einem Schießfehler 50. Auch im Folgewinter lief der Lette im Weltcup, außer eines 65. Ranges in Kontiolahti sowie Platz 33 in einem IBU-Cup-Sprint verlief dieser aber wenig erfolgreich. Zuvor war der damals 22-jährige im Sommer 2021 bei einem Skilanglaufrennen in seiner Heimat siegreich, wobei dort nur 14 Athleten am Start waren.
In der Saison 2022/23 steigerte sich Mise vor allem läuferisch, was sich nach dem Jahreswechsel in Antholz bemerkbar machte. Dort erreichte er nach Rang 47 im Sprint sein erstes Verfolgungsrennen im Weltcup, wurde da allerdings überrundet. Nach den Weltmeisterschaften, die durchschnittliche Ergebnisse brachten, unterbot der Lette beim Sprint von Nové Město sein bisheriges Bestergebnis und wurde 42., womit er erste Weltcuppunkte nur knapp verpasste, im zugehörigen Verfolger wurde er aber wieder nach Überrundung aus dem Rennen genommen. Im Folgewinter bestritt Mise recht wenige Wettkämpfe und konnte in den Einzeldisziplinen weder im Weltcup noch bei EM und WM überzeugen. Im Februar 2024 gelang es ihm allerdings in Soldier Hollow, Utah, mit der Herrenstaffel – gemeinsam mit Renārs Birkentāls, Aleksandrs Patrijuks und Andrejs Rastorgujevs – auf den zehnten Platz zu laufen, was lettische Herren zuletzt im Dezember 2018 geschafft hatten. Auch 2024/25 gelang dem Letten keine Leistungssteigerung, sodass als bestes Individualergebnis ein 57. Rang beim saisoneröffnenden Einzel von Kontiolahti zu Buche stand.

## Persönliches
Edgars Mise wurde in Russland geboren, lebt aber seit seiner Kindheit in Madona und startet auch für den dortigen Skiclub. Er besaß beide Staatsbürgerschaften, entschloss sich im Sommer 2022 allerdings dazu, die russische abzugeben, da er aufgrund der doppelten Staatsbürgerschaft nicht mehr vom lettischen Verband gefördert wurde.

## Statistiken

### Weltcupplatzierungen
Die Tabelle zeigt alle Platzierungen (je nach Austragungsjahr einschließlich Olympische Spiele und Weltmeisterschaften).
- 1.–3. Platz: Anzahl der Podiumsplatzierungen
- Top 10: Anzahl der Platzierungen unter den ersten zehn (einschließlich Podium)
- Punkteränge: Anzahl der Platzierungen innerhalb der Punkteränge (einschließlich Podium und Top 10)
- Starts: Anzahl gelaufener Rennen in der jeweiligen Disziplin
- Staffel: inklusive Mixed- und Single-Mixed-Staffeln

| Platzierung               | Einzel | Sprint | Verfolgung | Massenstart | Staffel | Gesamt |
| ------------------------- | ------ | ------ | ---------- | ----------- | ------- | ------ |
| 1. Platz                  |        |        |            |             |         |        |
| 2. Platz                  |        |        |            |             |         |        |
| 3. Platz                  |        |        |            |             |         |        |
| Top 10                    |        |        |            |             | 1       | 1      |
| Punkteränge               |        |        |            |             | 32      | 32     |
| Starts                    | 10     | 34     | 2          |             | 37      | 83     |
| Stand: Saisonende 2024/25 |        |        |            |             |         |        |

### Biathlon-Weltmeisterschaften

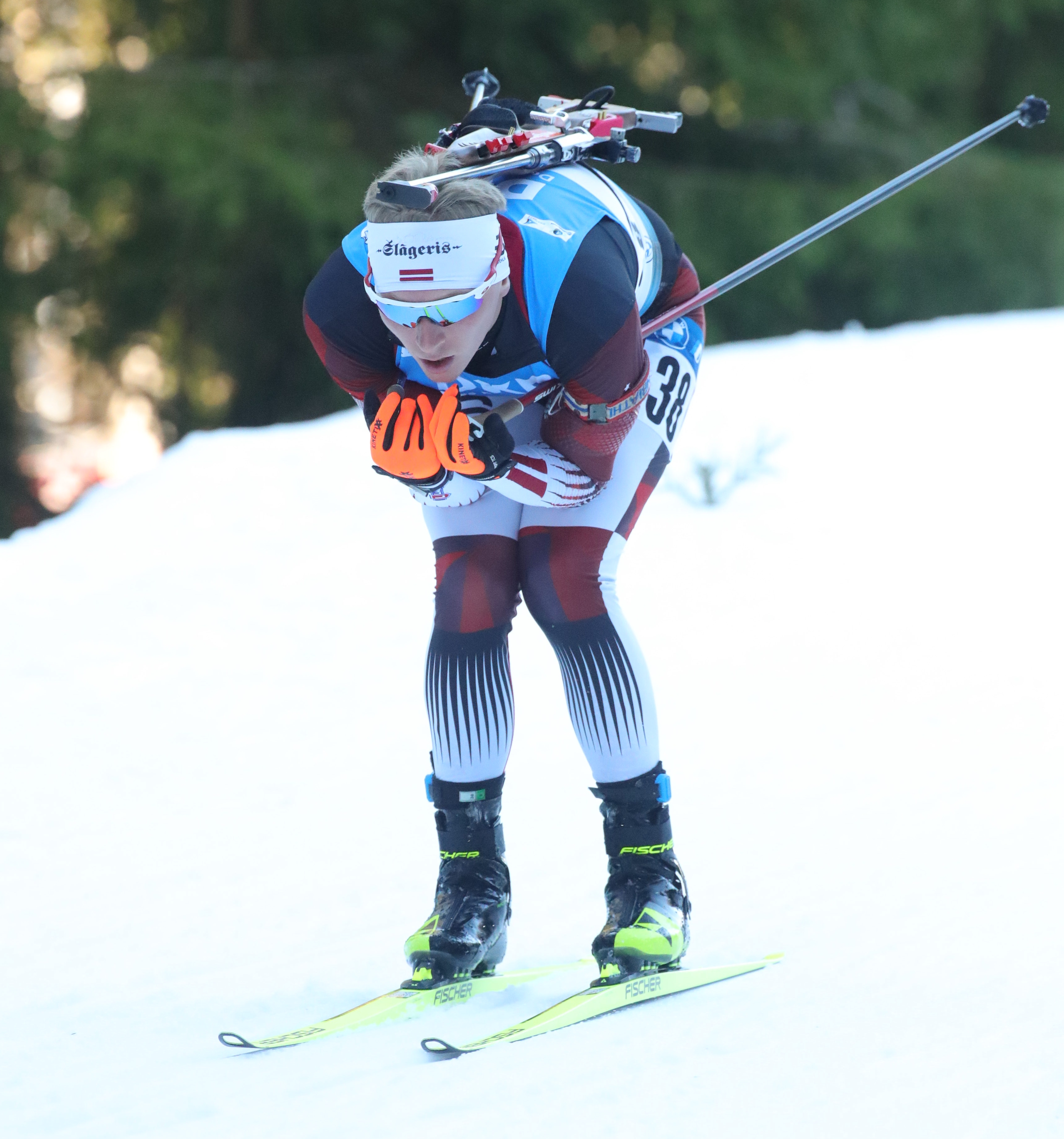
Mise während des WM-Einzels 2023

Ergebnisse bei Weltmeisterschaften:
| Weltmeisterschaft | Weltmeisterschaft | Einzelwettbewerbe | Einzelwettbewerbe | Einzelwettbewerbe | Einzelwettbewerbe | Staffelwettbewerbe | Staffelwettbewerbe | Staffelwettbewerbe |
| Jahr              | Ort               | Einzel            | Sprint            | Verfolgung        | Massenstart       | Herrenstaffel      | Mixedstaffel       | S.-M.-Staffel      |
| ----------------- | ----------------- | ----------------- | ----------------- | ----------------- | ----------------- | ------------------ | ------------------ | ------------------ |
| 2019              | Östersund         | –                 | –                 | –                 | –                 | 24.                | –                  | –                  |
| 2020              | Antholz           | –                 | –                 | –                 | –                 | 22.                | 21.                | –                  |
| 2021              | Pokljuka          | 50.               | 88.               | –                 | –                 | DSQ                | 23.                | –                  |
| 2023              | Oberhof           | 69.               | 78.               | –                 | –                 | 18.                | 25.                | –                  |
| 2024              | Nové Město        | –                 | 77.               | –                 | –                 | 16.                | 19.                | –                  |
| 2025              | Lenzerheide       | 61.               | 67.               | –                 | –                 | 19.                | 22.                | –                  |

### Juniorenweltmeisterschaften
Ergebnisse bei den Juniorenweltmeisterschaften:
| Weltmeisterschaften | Weltmeisterschaften | Einzelwettbewerbe | Einzelwettbewerbe | Einzelwettbewerbe | Herrenstaffel |
| Jahr                | Ort                 | Einzel            | Sprint            | Verfolgung        | Herrenstaffel |
| ------------------- | ------------------- | ----------------- | ----------------- | ----------------- | ------------- |
| 2018                | Otepää              | 63.               | 58.               | 45.               | –             |
| 2019                | Osrblie             | 28.               | 63.               | –                 | –             |
| 2020                | Lenzerheide         | 41.               | 13.               | 28.               | –             |